# Nova Itarana
Nova Itarana is een gemeente in de Braziliaanse deelstaat Bahia. De gemeente telt 7.875 inwoners (schatting 2009).